# Pieski (stacja kolejowa)
Pieski (ros. Пески) – stacja kolejowa w miejscowości Pieski, w rejonie kołomieńskim, w obwodzie moskiewskim, w Rosji. Położona jest na linii Moskwa – Riazań.

## Historia
Stacja powstała w XIX w. pomiędzy stacją Woskriesiensk i przystankiem Kołomna.